# Muras
Os muras são um grupo indígena brasileiro que ocupam vastas áreas no complexo hídrico dos rios Madeira, Amazonas e Purus, mais precisamente nas áreas indígenas Boa Vista, Capivara, Cuia, Cunha, Gavião, Guapenu, Itaitinga, Lago Aiapoá, Murutinga, Natal/Felicidade, Onça, Padre, Paracuhuba, Recreio/São Félix, São Pedro, Tracajá, Trincheira, Méria, Miratu, Tabocal, Pantaleão e Setemã.
Eles vivem tanto em Terras Indígenas, quanto nos centros urbanos regionais, como Manaus, Autazes e Borba. Desde as primeiras notícias do século XVII são descritos como um povo navegante, de ampla mobilidade territorial e exímio conhecimento dos caminhos por entre igarapés, furos, ilhas e lagos.
A partir do século XVII, os Mura teriam migrado da fronteira com o Peru (região de Loreto) para diversas regiões dos complexos hídricos dos rios Japurá, Solimões, Madeira, Negro e mesmo Trombetas (região de Oriximiná). A esta área de ocupação corresponderia uma população estimada entre 60.000 e 30.000 pessoas.
Devido à ampla mobilidade e dispersão dos Mura em um vasto território, as contagens populacionais globais são altamente imprecisas e difíceis de serem realizadas. De acordo com o processo feito pelo Funai, conduzidos entre 1991 e 2008, apontam para uma população aproximada de 9.300 pessoas habitantes de Terras Indígenas. Os grupos muras são geralmente distantes uns dos outros e a família nuclear é o que forma sua composição. 
Muita das vezes, os casais possuem uma autonomia relativamente grande, ficando sozinhos por um longo período em época de pesca ou coleta.
O homem possui o papel de pescar para as mulheres que convivem dentro de sua família, como mãe, irmãs e primas. Assim que se casa, esse papel aumenta uma vez que necessita pescar agora para sua esposa, filhas e netas.
Dentro do cotidiano do povo mura, a caça não é uma prática muito comum. Mas, quando necessário, os homens caçam animais maiores como capivaras ou antas utilizando espingardas, e as mulheres procuram por animais pequenos com a ajuda de cães.

## Antropologia Mura
Língua
Os Mura falavam até o início do século XX a língua Mura e também o Nheengatu, mas com o tempo mudaram para o Português. Em 1826, um observador registrou que os Mura da embocadura do Madeira falavam "a língua geral além das suas três gírias - a articular nasal, a gutural e a da gaita"(C. Moreira Neto, 1988: 258). Tastevin e  Barbosa Rodrigues descreveram quase o mesmo em relação aos Mura dos rios Madeira e Solimões. Os mura pirahã são, na maior parte, monolíngue. Em 1987 o SIL produziu uma gramática na língua do povo, sendo composta por oito consoantes e três vogais com diversos tipos de acentuações, verbos e tons. Por essa característica na língua, os pirahã podem se comunicar por gritos e assovios em distâncias diversas.
Nome
Quando questionados sobre sua identidade ou nascimento, comumente respondem "sou cabloco legítimo do Rio Madeira". Sendo "caboclo" um termo regional para o índio "impuro", "aculturado". Desta maneira, esse termo passa a significar o que é ser Mura: um índio misturado, de genealogia geralmente não-indígena. Porém, por conta desse mesmo aspecto, a sociedade regional questiona se podem classificá-los como índios de "verdade".
Religião
Os muras não possuem heróis espirituais ou deuses específicos, porém alguns acreditam que existam espíritos que possam se manifestar em animais, o que faz com que tentem se proteger com objetos ou acessórios.
Eles têm o costume de praticar rituais em estações secas, quando é o momento perfeito para coleta e caça.
Mesmo não necessariamente sendo um povo com vertentes de crenças ortodoxas, eles possuem em sua composição populacional quase 19% de cristãos.

## Histórico do povo Mura
A etnia indígena mura possui ampla participação na história brasileira, remontando ao período da colônia, quando já eram citados em documentos nos quais ficavam visíveis a sua personalidade arredia e seu espírito de resistência frente ao domínio da civilização portuguesa.
Segundo Engrácia de Oliveira (1986), em relato histórico dos muras: 

Sabe-se que eles, os quais faziam das canoas suas casas, que como "índios de corso" abrangeram uma grande área da ação que se estendia da fronteira do Peru até o Trombetas, que se destacaram nas tentativas de rechaçar a invasão dos civilizados em seus territórios, sendo aguerridos, destemidos e usando táticas especiais de ataque, que, enfim, com suas incursões e "correrias" atemorizaram a Amazônia do século XVIII...
Sua presença nas águas é documentada desde o século XVIII, tinham total domínio dos rios e as artes de subsistência nos lagos e canais, viviam nos barcos durantes as cheias e "acampavam" em jiraus e tapiris (habitações provisórias de palha). Eram tidos como povos sem religião, sem lei, sem agricultura, sem aldeias e sem cultura material. 
Nesta mesma época, os Pirahã tiveram seu primeiro contato com colonizadores da Europa, e apesar da maneira desrespeitosa que eram tratados, é listado que o povo manteve seu orgulho e autoestima. 
Nas tentativas de pacificar os Parintintin, tentaram o contato com o povo Mura, um povo pacífico porém inimigos dos Parintintin e por conta disso, não receberam auxílio da parte deles. Durante a segunda metade do século XIX, os Pirahã se separaram do grupo do povo Mura, não tendo mais relações com eles, apenas nas reuniões dos líderes de etnia indígena.
Construção do Inimigo Mura
Colonos e católicos, julgavam os mura como "não humanos" por conta de seus costumes e tradições, por volta de 1714 falharam em reduzir sua população, e após isto foram vistos como ameaça às construções e áreas ao redor. Por conta disso, passaram a criar leis de exceção com os Mura, tendo algumas delas relações de interesse mercantil no Rio Madeira; com esse ocorrido então, começou-se a criação dos Autos da Devassa contra os Mura do Rio Madeira, que neste momento, já eram considerados inimigos da Igreja e da Coroa Portuguesa, correndo o risco de morte e  escravização.
Dentro ainda desse período de rivalidade, foram fundadas e desenvolvidas leis garantindo liberdade formal para os indígenas, obviamente excluindo os Mura desses grupos, pois ainda eram considerados inimigos oficiais da Coroa.
O Mura Agigantado
O imenso território ocupado pelos Mura era muito discutido na era colonial amazônica, o que pode ser associado ao medo de um povo tão resistente contra a colonização. Para os colonizadores, era necessário a morte de todo o povo com a justificativa de evitar a "ruína da Amazônia civilizada". Neste contexto, é visível que a própria cultura e forma de territorialização dos Mura ajudou com seu título de "inimigo mura". 
Por um lado, a colônia pretendia combater sua mobilidade territorial e negação à sedentarização, por outro, também queria combater a "murificação", que era a prática de acolher diversas pessoas rejeitadas para seu povo.
Confrontos Mura
Os muras, considerados "incivilizáveis", foram atacados por três sucessivas e sangrentas "expedições punitivas", sofrendo muitas perdas por epidemias como sarampo e varíola, tendo sido contra eles pedida uma devassa e a solicitação de "guerra justa" entre 1737 e 1738, mas que não foi concedida. Sem condições de enfrentarem a forte pressão, procuraram a paz em 1786, mas não suspenderam totalmente as investidas contra os portugueses.
Em 1835, voltam à luta ao se aliarem aos cabanos. Muras e tapuios fazem da Cabanagem um espaço de reconstrução da liberdade perdida e de apropriação de poder. No caso dos muras, o desejo por liberdade custou muitas vidas e sofrimentos. Segundo Moreira Neto (1988), o ponto culminante dos conflitos entre os muras e a sociedade regional foi a sua participação na Cabanagem, ao lado dos rebeldes (Cf.110). Diz ainda que "provavelmente, nenhum dos grandes grupos indígenas da Amazônia pagou preço maior do que os muras ao esforço contínuo de dizimá-los e de expulsá-los de suas praias e lagos tradicionais" (p. 110).

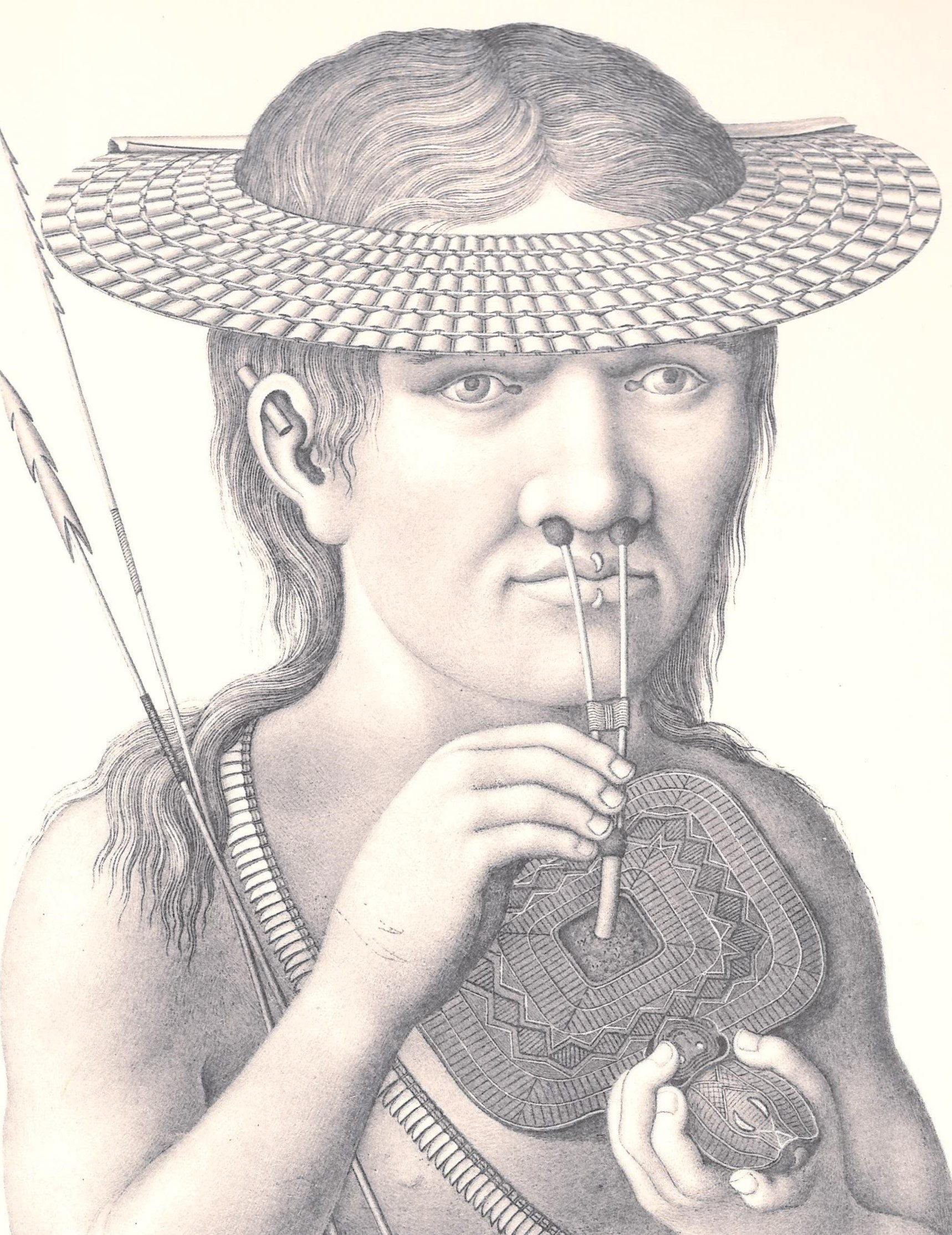
Índio Mura inalando paricá, final do século XVIII.

A partir de 1863, os muras deixam de ser citados nos relatórios oficiais, o que significa o não envolvimento em conflitos. É o que atesta o autor: "a subtribo mura, os mura-pirahã, que eram considerados, no século XIX, como os mais arredios e agressivos membros do grupo e que permanecem, ainda hoje, monolíngues e em estado de isolamento"(p. 113). O modo como descreve os muras, no entanto, parece indicar uma resistência que não se extinguiu, mas que apenas se expressa em linguagem diferente que cultiva obstáculos à comunicação com os brancos.

## Os muras na literatura
Em 1785 o português Henrique João Wilkens escreveu a Muhuraida: ou o triunfo da fé (título em original), foi entregue ao governador Pereira Caldas em 24 de maio de 1789. Em 1819 foi publicado em Lisboa pela cura do padre Cipriano Pereira Alho, desde então só voltou a ser editado em 1993 com o apoio da Biblioteca Nacional do Rio de Janeiro, do governo do estado do Amazonas e da Universidade Federal do Amazonas, sendo também a primeira edição feita no Brasil. Este é o primeiro poema épico escrito sobre e na região amazônica. O poema está dividido em seis cantos e 1072 versos e 134 oitavas, sendo que os cantos II e VI possuem 23 oitavas e os demais em 22, conforme o manuscrito original.